# Colletes squamulosus
Colletes squamulosus är en biart som beskrevs av Noskiewicz 1936. Colletes squamulosus ingår i släktet sidenbin, och familjen korttungebin. Inga underarter finns listade i Catalogue of Life.